# Club Atlético Pantoja
El Club Atlético Pantoja és un club dominicà de futbol de la ciutat de Santo Domingo.
Va ser fundat l'any 2000 com a Deportivo Pantoja Fútbol Club.

## Palmarès
- Liga Dominicana de Fútbol: [2]
  - 2015

- Liga Mayor Dominicana de Fútbol: [2]
  - 2004-05, 2009, 2011-12

- Campionat de la República Dominicana de futbol: [2]
  - 2000-01, 2002-03

- Campionat de clubs de la CFU:
  - 2018